# Leonor Vassena
Leonor Vassena (Buenos Aires, Argentina, 1924 - Ib., 16 de agosto de 1964) fue una pintora, dibujante y artista plástica argentina.

## Biografía
De sólida formación en el universo plástico, se inició en el expresionismo. Pintó significantes figuras y composiciones, en la que reflejaba un deseo de rehuir la materia, de poner sordina al color hasta volverlo monocromo y por él concretar un mundo. 
De joven cursó en la Escuela Nacional de Bellas Artes Prilidiano Pueyrredón de Buenos Aires. Estudió con E. Borla y posteriormente, entre 1950 y 1954, en un taller Lino Spilimbergo en el "Instituto Superior de Artes de la Universidad de Tucumán", aprendió de él un expresionismo simbólico, el cual se visualiza en sus composiciones, y también en los retratos, otra forma de sus imágenes.
Expuso por primera vez sus obras en Buenos Aires en 1953. Estuvo becada por el gobierno de Italia para estudiar con el escultor Lucio Fontana en la "Academia Brera" de Milán en 1958 . Autora de una extraña pintura de seres ingenuos o alucinados, de particulares visiones de Buenos Aires y montañas acristaladas de claridad extraña, llegó a participar de la "Primera exposición internacional de arte moderno" y de una exposición en el "Salón del Consejo de la Nación".
Trabaja con imágenes simples, de una factura deliberadamente ingenua, que nos hace entrar dentro de un mundo doloroso. En 1956 llegó a mostrar sus obras en el "XXVIII Exposición Bienal Internacional de Arte" en Venecia. En 1961 ilustró la portada del libro Entramos en  la guerra de Italo Calvino. También ilustró la tapa de Terence Robertson (El hombre que ganó la batalla del Atlántico) y el poema Relámpago de la duración  de H. A. Murena.
Durante años ilustró libros y dibujó o pintó los motivos de las tapas de muchos autores literarios y dramaturgos como Alfonsina Storni,  Jorge Cruz, Manuel Mujica Lainez, Marta Giménez Pastor y José Daniel Viacava. En el Diario La Nación publicaba dibujos prodigiosamente escuetos pero muy intensos.
El 25 de mayo de 1963 fundó junto con las artistas  Niní Gómez Errázuriz de Paz y Niní Rivero, la galería "El Taller", situado en un departamento en la calle 25 de mayo 758.
En su extensa carrera como una artista plàstica que reflejaba un espíritu  extrasensorial y extracorpórea, se le atribuyen más de 34 trabajos realizados. Entre las exposiciones individuales que realizó pueden citarse:
- Galería Viau (1953), Buenos Aires.
- Galería Antígona (1955), Buenos Aires.
- Galería Galatea (1964), Buenos Aires
- Galería Van Riel (1965), Buenos Aires.[8]

Alguna de sus pinturas más destacadas son:
- El asilo, óleo.
- Personaje
- Noche solitaria, óleo/tela
- Berceuce óleo/tela
- Los monos
- Pareja

En 1961 recibió el Premio de honor Ver y Estimar.
Estuvo casada desde 1958 con el poeta argentino Alberto Girri, colaborador de Hora Once, fallecido el 16 de noviembre de 1991.
Falleció en la madrugada del domingo 16 de agosto de 1964 en extrañas circunstancias. A pesar de que su muerte se debió a un sorpresivo síncope cardíaco, muchos hablaron de un posible suicidio. Sus restos fueron velados en la Sociedad Argentina de Artistas Plásticos, frente al viejo jardín de las estatuas, donde fue rodeada de sus últimas pinturas.
En  mayo de 1965 se realizó una exposición homenaje por parte de la Galería Van Riel.
En 1965 su hermano Félix Vassena y padre de la Iglesia de San Ignacio hizo un fondo destinado con el producto de las venta de sus cuadros que realizaron con el objetivo de instaurar el "Premio Leonor Vassena", reservado para artistas plásticos jóvenes.